# Шер Лойд
Шер Лойд (на английски: Cher Lloyd) е английска певица, авторка на песни, модел.
През 2010 г. участва в 7-ия сезон на британското издание на The X Factor, като получава 4-то място. По-късно сключва договор със Syco Music.
Издава дебютния си сингъл Swagger Jagger през юни 2011 г. С него заема 1-вото място в музикалната класация на Великобритания и 2-рото място в тази на Република Ирландия. Вторият ѝ сингъл With Ur Love (заедно с Майк Поснър) излиза на 31 октомври 2011 г. и отново заема 1-вото място в музикалните класации. Албумът ѝ „Sticks & Stones“ излиза през ноември 2011 г., като постига огромен успех. Представя третия си сингъл Want U Back.

## Дискография

### Албуми
- „Sticks & Stones“ (2011)
- Sorry I'm Late (2014)

### Сингли
- Swagger Jagger (2011)
- With Ur Love (2011)
- Want U Back (2011)
- Oath (2012)
- I Wish (2013)
- Sirens (2014)

## Музикални видеоклипове
| Заглавие                 | Година | Изпълнител                                             | Режисьор              |
| ------------------------ | ------ | ------------------------------------------------------ | --------------------- |
| „Swagger Jagger“         | 2011   | Шер Лойд                                               | Барни Стийл Майк Шарп |
| „With Ur Love“           | 2011   | Шер Лойд (с участието на Майк Поснър)                  | Барни Стийл Майк Шарп |
| „Dub on the Track“       | 2011   | Шер Лойд (с участието на Мак Райтъс, Дот Роден & Гетс) | Парис Зарсила         |
| „Want U Back“            | 2012   | Шер Лойд (с участието на Астро)                        | Паррис                |
| "Want U Back" US Version | 2012   | Шер Лойд                                               |                       |
| "Oath"                   | 2012   | Шер Лойд (с участието на Беки Джи)                     |                       |
| "I Wish"                 | 2013   | Cher Lloyd с участието на T.I.                         |                       |
| "Sirens"                 | 2014   | Шер Лойд                                               |                       |

## Турнета

### Собствени
- Sticks and Stones Tour (2012)
- I Wish Tour (2013)

### Подкрепяни
- The X Factor (UK)(X Factor Tour 2011) (2011)
- Whatever World Tour (Хот Шел Рей), (2012)
- Red Tour (Тейлър Суифт), (2013)
- Neon Lights Tour (Деми Ловато), (2014)